# AN bALANCING TOY
『AN bALANCING TOY』（アン・バランスィング・トイ）は、1986年12月15日に発売されたうしろゆびさされ組の2枚目のスタジオ・アルバム。発売元はキャニオン・レコード（当時）。

## 概要
- 既発シングル「渚の『・・・・・』」、「技ありっ!」を含む全10曲。
- 「Dan Dan赤ずきん」はゆうゆのソロ曲。

## 収録曲
作詞：秋元康（1,3,6）沢ちひろ（2,4,7,9,10）吉元由美（5,8）／作曲・編曲（特記以外）：後藤次利
1. 技ありっ!
2. コスモス通りの異星人
  - 作曲：根岸孝旨
  - 編曲：佐久間正英
3. のっとおんりぃ★ばっとおるそう
4. Dan Dan赤ずきん
  - 作曲：根岸孝旨
  - 編曲：ホッピー神山
5. 行け!ヘラクレス!!
6. 渚の『・・・・・』
7. ハートボイルドはお好き?
  - 作曲：根岸孝旨
  - 編曲：佐久間正英
8. 涙ほろりんブギ
  - 作曲：根岸孝旨
  - 編曲：佐久間正英
9. わたしは知恵の輪(puzzling)
10. さよなら 失恋ピエロくん
  - 作曲：根岸孝旨
  - 編曲：佐久間正英